# Camponotus thadeus
Camponotus thadeus (лат.) — вид муравьёв-древоточцев рода Кампонотус (Camponotus), описанный в 2005 году. Эндемики Австралии (Квинсленд).

## Описание
Длина около 1 см. Верхняя часть груди и брюшка покрыта характерными обильными и длинными светло-жёлтыми волосками. В заднебоковой части груди хорошо развита метаплевральная железа. Размеры касты малых рабочих: длина головы (HL) — 1,86—2,29 мм, ширина головы (HW) — 1,57—2,08 мм, длина груди (ML) — 3,04—3,63 мм. Усики длинные, состоят из 12 члеников, длина скапуса усика (SL) — 2,61—2,94 мм. Соотношение ширины головы к длине скапуса в процентах (индекс скапуса, SI=HW/HLx100) — 162—194. Окраска тела чёрная. На момент описания C. thadeus стал вторым из двух видов рода Camponotus (среди примерно 1000 его таксонов), имеющим метаплевральные железы (ранее также найдены у Camponotus gigas из юго-восточной Азии). Позднее был найден третий вид с таким же признаком (Camponotus sericeus из Индии). Camponotus thadeus включён в видовую группу Camponotus aureopilus Species-Group. Ранее некоторых членов этой группы, имеющих длинные волоски на спинной стороне тела, включали в состав подрода Myrmophyma.

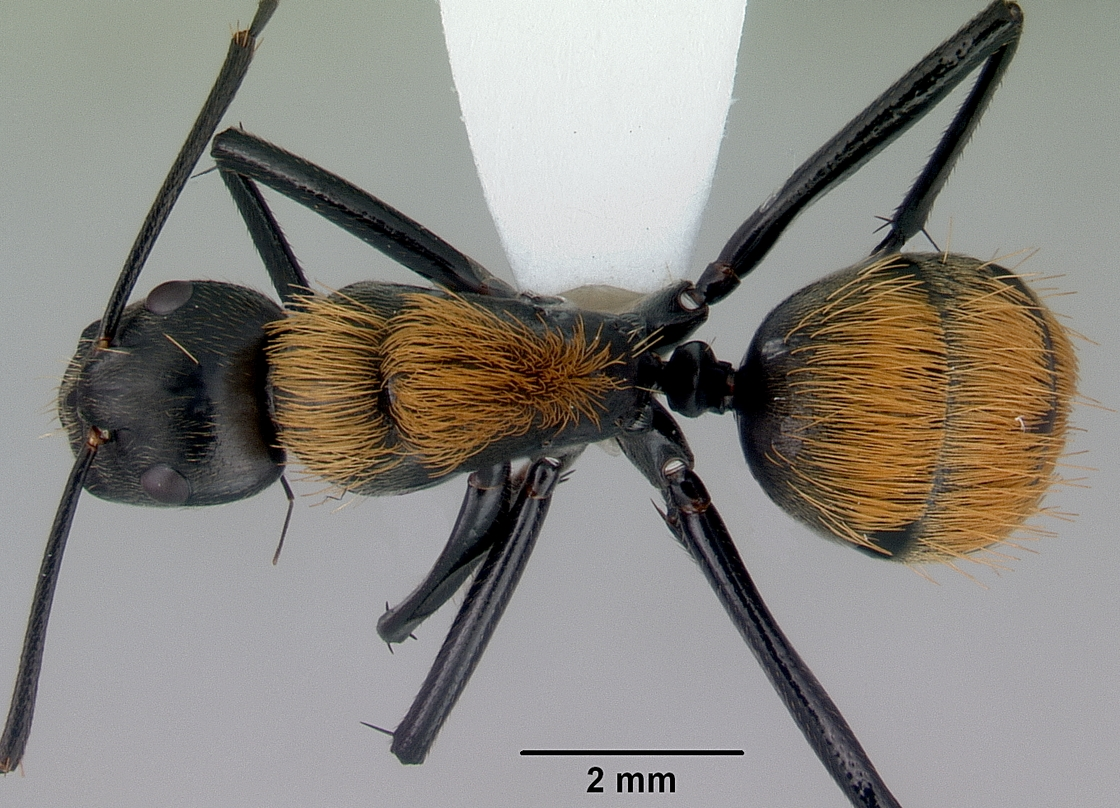
Вид сверху
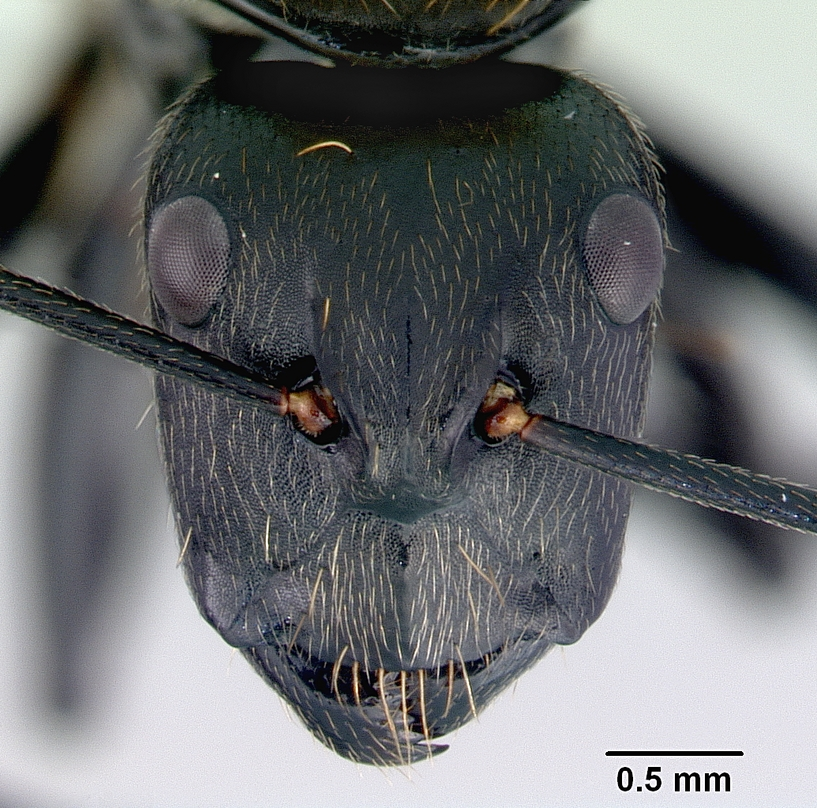
Голова спереди